# Johann Jakob Keller (Politiker)

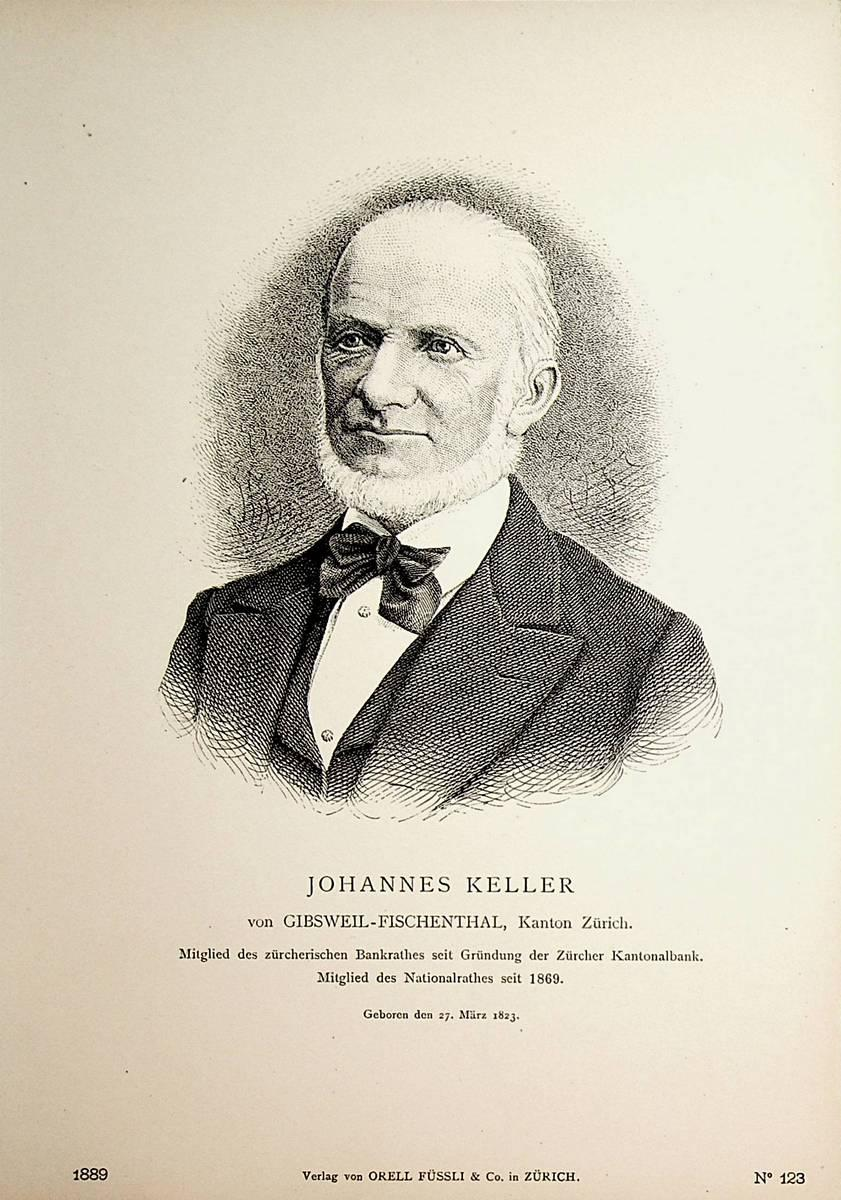
Porträt von Johann Jakob Keller

Johann Jakob Keller (* 27. März 1823 in Lanzenmoos (Fischenthal); † 28. Juni 1903 ebenda) war ein Schweizer Industrieller und Politiker. Er war Hauptinitiant («Bankvater») für die Gründung der Zürcher Kantonalbank.

## Leben
Johann Jakob Keller wuchs als Sohn des Kleinlandwirts und Heimwebers Hans Jakob im Lanzenmoos in der Gemeinde Fischenthal auf, nahe der Wasserscheide zwischen dem Tal der Jona und dem Tösstal. Nach der Dorfschule besuchte er von 1836 bis 1838 das Institut Kunz in Hombrechtikon. Die Höhere Stadtschule Winterthur und das geplante Theologiestudium musste er 1839 abbrechen, weil das Weberei-Verlagsgeschäft, dass sein Vater kurz nach seiner Geburt aufgebaut hatte, Konkurs ging. 
Er liess sich in Fischenthal nieder und half beim Wiederaufbau des väterlichen Geschäfts, das er 1843 nach dem Tod des Vaters mit seiner Mutter leitete. Ab 1847 bis 1857 befasste er sich mit dem Verlagsschäft von Handstickereien. 1860 erhielt er die Konzession für eine mechanische Weberei in Mühlebach (Fischenthal) und erbaute 1863 eine Spinnerei mit 7000 Spindeln in Gibswil (Fischenthal). Mit Hilfe seiner Söhne konnte er den Betrieb ständig vergrössern. Als er das Unternehmen 1883 seinen beiden Söhnen übergab, besass es eine Kapazität von 12’500 Spindeln. 
Neben der Leitung seines Unternehmens amtete er von 1851 bis 1855 als Gemeindepräsident von Fischenthal sowie als Friedens- (1851–1853), Bezirks- (1855–1866) und Handelsrichter (1874–1891). Er sass von 1854 bis 1869 als radikaler, später demokratischer Politiker im Zürcher Grossen Rat (ab 1869 Kantonsrat). 1867 wurde er Mitglied des Aktionskomitees der Demokratische Bewegung im Kanton Zürich. Von 1868 bis 1869 war er im Verfassungsrat Mitglied der 35er-Kommission, die den Verfassungsentwurf für die Verfassung von 1869 erarbeitete. In der aufgrund der neuen Verfassung errichteten Zürcher Kantonalbank wurde er von 1869 bis 1899 Bankrat. Von 1869 bis 1872 war er Kantonsrat und gleichzeitig bis 1893 Nationalrat; ihm folgte Heinrich Hess als Nationalrat. Er war Mitbegründer und von 1871 bis 1876 Verwaltungsrat der Tösstalbahn.

## Werk
Keller war er ein erfolgreicher Unternehmer und Politiker mit sozialem Anliegen. Er war überzeugt, dass die Verbesserung der Lage der Arbeiterschaft weder durch politische Agitation noch durch Streiks herbeigeführt werden könne, sondern nur durch Verständnis und gegenseitige Achtung der Sozialpartner. 1850 verfasste er eine Denkschrift über die missliche Lage seiner schwer verschuldeten Heimatgemeinde Fischenthal. Als junger Gemeindepräsident gelang es ihm, die verschuldete Gemeinde zu sanieren. 
Im Kanton Zürich gehörte er zu den ersten und führenden Demokraten, die sich in den 1860er Jahren für die Erweiterung der Volksrechte einsetzten. Er forderte die Gründung einer Staatsbank, die das Bedürfnis vor allem der Landschaft nach Kleinkrediten abdecken sollte. Als Verfassungsrat gelang es ihm, dieses Projekt in den Entwurf der neuen Zürcher Verfassung von 1869 einzubringen. Er wurde zum Hauptinitiant für die Gründung der Zürcher Kantonalbank.
Auf Bundesebene setzte er sich im Nationalrat und in der Presse für obligatorische Sozialversicherungen (allgemeine und obligatorische Unfall-, Kranken- und Altersversicherung) sowie für eine eidgenössische Staatsbank (Schweizerische Nationalbank) ein.

## Anerkennung
- 1975 Denkmal in Gibswil von Charlotte Germann-Jahn.